# Khassimirou Diop
Khassimirou Diop (Dakar, Senegal, 28 de diciembre de 1986), futbolista senegalés. Juega de volante y su actual equipo es el FC Nantes de la Ligue 2 de Francia. 

## Clubes
| Club                | País    | Año       |
| ------------------- | ------- | --------- |
| FC Nantes           | Francia | 2006-2009 |
| Aviron Bayonnais FC | Francia | 2009      |
| USJA Carquefou      | Francia | 2009-2010 |
| FC Nantes           | Francia | 2010-     |